# Gátova
Gátova település Spanyolországban, Valencia tartományban. Gátova Altura, Marines, Olocau, Serra és Segorbe községekkel határos. Lakosainak száma 429 fő (2024).

## Népesség
A település népessége az utóbbi években az alábbiak szerint változott:
| Lakosok száma | 500  | 432  | 466  | 448  | 429  | 384  | 398  | 378  | 412  | 429  |
|               | 2001 | 2004 | 2007 | 2009 | 2012 | 2014 | 2017 | 2019 | 2022 | 2024 |